# Unité urbaine de Vervins
L'unité urbaine de Vervins est une unité urbaine française centrée sur Vervins, sous-préfecture du département de l'Aisne.

## Situation géographique
L'unité urbaine de Vervins est située dans le nord-est du département de l'Aisne, en Thiérache, où Vervins est l'une des villes principales et chef-lieu de son arrondissement. Elle est située au nord-ouest de la région Grand Est et au nord-est de l'Île-de-France, dans la région des Hauts-de-France.
Traversée par la route nationale 2, Vervins est le centre urbain principal de sa petite agglomération et des communes alentour.
Elle est située à 36 km de Laon, préfecture du département de l'Aisne, à 65 km de Reims, avec laquelle les liens sont plus importants par rapport à Amiens et à Lille.

## Données générales
En 2020, selon l'INSEE, l'unité urbaine de Vervins est composée de deux communes, toutes situées dans le département de l'Aisne, plus précisément dans l'arrondissement de Vervins.
En 2022, avec 3 440 habitants, elle constitue la quatorzième unité urbaine du département de l'Aisne, se classant loin après les unités urbaines de Saint-Quentin (1er rang départemental) et de Soissons (2e rang départemental) et de Laon (3e rang départemental). Elle est la troisième petite unité urbaine du département, derrière celle de Guise et de Pinon, mais elle devance celle de Saint-Michel et d'Étreux dans le département de l'Aisne.
En 2022, sa densité de population qui s'élève à 115 hab/km2 en fait une unité urbaine densément peuplée mais nettement moins élevée que celles de Saint-Quentin (1 281 hab/km2) et de Soissons (766 hab/km2).
L'unité urbaine de Vervins est incluse dans l'aire d'attraction de Vervins, et elle était le pôle urbain de l'aire urbaine de Vervins avant la redéfinition du zonage d'étude en 2020.

## Délimitation de l'unité urbaine de 2020
En 2020, l'INSEE a procédé à une révision des délimitations des unités urbaines de la France ; celle de Vervins a conservé son périmètre de 2010. Lors de la précédente révision en 2010, elle n'a pas été élargie et est maintenu dans sa composition de deux communes urbaines, issue du zonage de 1999.

### Liste des communes
La liste ci-dessous comporte les communes appartenant à l'unité urbaine de Vervins selon la nouvelle délimitation de 2020 et sa population municipale en 2022 :
| Code Insee | Nom                  | Type         | Superficie (km2) | Population (hab.) | Densité (hab./km2) |
| ---------- | -------------------- | ------------ | ---------------- | ----------------- | ------------------ |
| 02321      | Fontaine-lès-Vervins | Banlieue     | 19,74            | 866               | 43,9               |
| 02789      | Vervins              | Ville-centre | 10,35            | 2 574             | 248,7              |

## Évolution démographique
L'unité urbaine de Vervins affiche une évolution démographique contrastée. Après avoir atteint son maximum démographique en 1975 où elle atteint 3 669 habitants. Elle est passée sous ce seuil démographique pour arriver à 3 464 habitants en 1999, avant de connaitre un regain en 2009 avec 3 645 habitants avant de nouveau redescendre à 3 439 habitants en 2014. L'agglomération de Vervins se caractérise par un relatif déclin démographique.
| 1968  | 1975  | 1982  | 1990  | 1999  | 2007  | 2010  | 2017  |
| ----- | ----- | ----- | ----- | ----- | ----- | ----- | ----- |
| 3 596 | 3 669 | 3 543 | 3 501 | 3 464 | 3 622 | 3 526 | 3 465 |